# Vinay (Isère)
Vinay település Franciaországban, Isère megyében. Lakosainak száma 4449 fő (2022. január 1.). Vinay Serre-Nerpol, L’Albenc, Beaulieu, Cognin-les-Gorges, Notre-Dame-de-l’Osier, Rovon és Varacieux községekkel határos.

## Népesség
A település népessége az elmúlt években az alábbi módon változott:
| Lakosok száma | 2925 | 3376 | 3410 | 3803 | 4062 | 4200 | 4251 | 4352 | 4405 | 4449 |
|               | 1968 | 1982 | 1990 | 2006 | 2013 | 2015 | 2017 | 2019 | 2020 | 2022 |